# De Havilland Dragonfly
de Havilland DH.90 Dragonfly là một loại máy bay chở khách hạng sang của Anh trong thập niên 1930, do hãng De Havilland Aircraft Company tại Hatfield Aerodrome chế tạo.

## Biến thể
- DH.90:
- DH.90A:
- Dragonfly Seaplane:

## Quốc gia sử dụng
Australia
- QANTAS
- Không quân Hoàng gia Australia

 Bỉ
- Không quân Bỉ

 Canada
- Không quân Hoàng gia Canada
- Cảnh sát Hoàng gia Canada

 Đan Mạch
- Không quân Hoàng gia Đan Mạch

 Egypt
- Misr Airwork Ltd

 India
- Air Services of India Ltd
- Không quân Hoàng gia Ấn Độ

 Iraq
- Vua Faisal của Iraq
- Không quân Iraq

 Hà Lan
- Dutch Army Aviation Group

 New Zealand
- Air Travel (NZ) Ltd

 Peru
- Không quân Peru

 Rhodesia
- Rhodesian and Nyasaland Airways

 Romania
- LARES

 South Africa
- Không quân Nam Phi

 Tây Ban Nha
- Không quân Tây Ban Nha

 Thụy Điển
- Không quân Hoàng gia Thụy Điển

 Turkey
- Devlet Hava Yollari

 Uruguay
- PLUNA

 United Kingdom
- Air Dispatch Ltd
- Air Commerce Ltd
- Air Service Training Ltd
- Air Taxis Ltd
- Anglo-European Airways Ltd
- Birkett Air Services Ltd
- British Continental Airways Ltd
- International Air Freight Ltd
- Plymouth Airport Ltd
- Không quân Hoàng gia
- Silver City Airways Ltd
- Western Airways Ltd

## Tính năng kỹ chiến thuật
Dữ liệu lấy từ 
Đặc điểm tổng quát
- Chiều dài: 31 ft 8 in (9,65 m)
- Sải cánh: 43 ft 0 in (13,11 m)
- Chiều cao: 9 ft 2 in (2,79 m)
- Diện tích cánh: 256 ft² (23,78 m²)
- Trọng lượng rỗng: 2.500 lb (1134 kg)
- Trọng lượng cất cánh tối đa: 4.000 lb (1814 kg)
- Động cơ: 2 × De Havilland Gipsy Major II, 142 hp (109 kw)  mỗi chiếc

 Hiệu suất bay 
- Vận tốc cực đại: 144 mph (232 km/h)
- Tầm bay: 625 mi ()
- Trần bay: 18.100 ft (5.515 m)
- Vận tốc lên cao: 875 ft/phút (4,5 m/s)